# Sociedade Max Planck

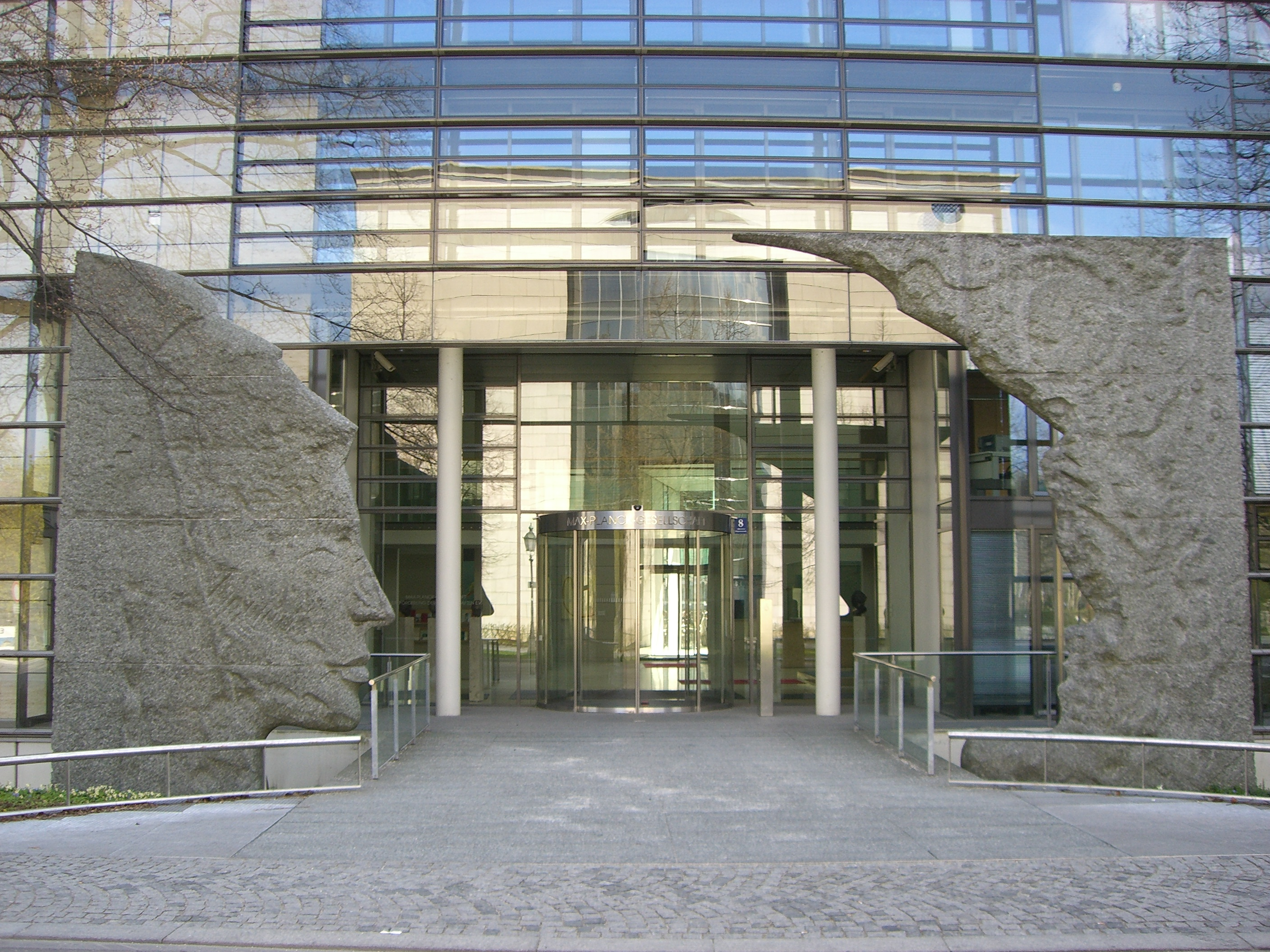
O Sociedade Max Planck, em Munique.

O Max-Planck-Gesellschaft zur Förderung der Wissenschaften e. V. (abreviado como MPG, significando Sociedade Max Planck para o Progresso da Ciência, mais conhecido como Instituto Max Planck) é uma organização independente alemã de pesquisa científica sem fins lucrativos, fundada pelos governos federal e estadual.
A Sociedade Max Planck é mundialmente conhecida como uma instituição de ponta no campo da pesquisa científica e tecnológica. Em 2006, a classificação da Times Higher Education Supplement de instituições de pesquisa não-universitárias (baseada em revisão por pares acadêmicos), colocou a Sociedade Max Planck no primeiro lugar no mundo em pesquisa científica, e em terceiro lugar em pesquisa tecnológica (atrás apenas da AT&T e do Argonne National Laboratory nos Estados Unidos).